# Chilton (Wisconsin)
Chilton is een plaats (city) in de Amerikaanse staat Wisconsin, en valt bestuurlijk gezien onder Calumet County.

## Demografie
Bij de volkstelling in 2000 werd het aantal inwoners vastgesteld op 3708. In 2006 is het aantal inwoners door het United States Census Bureau geschat op 3645, een daling van 63 (-1,7%).

## Geografie
Volgens het United States Census Bureau beslaat de plaats een oppervlakte van 10,1 km², geheel bestaande uit land. Chilton ligt op ongeveer 275 m boven zeeniveau.

## Plaatsen in de nabije omgeving
De onderstaande figuur toont nabijgelegen plaatsen in een straal van 16 km rond Chilton.